# NGC 4807
NGC 4807 este o galaxie lenticulară situată în constelația Părul Berenicei. A fost descoperită în 23 aprilie 1865 de către Heinrich Louis d'Arrest. Se află la o distanță de 86,7 de megaparseci de Pământ.